# Штайнбах (Доннерсберге)
Штайнбах (нем. Steinbach am Donnersberg) — община в Германии, в земле Рейнланд-Пфальц.
Входит в состав района Доннерсберг. Подчиняется управлению Виннвайлер. Население составляет 764 человека (на 31 декабря 2010 года). Занимает площадь 4,43 км².